# Жінка у білому (фільм)
«Жінка у білому» (рос. «Женщина в белом») — молдовський радянський двосерійний художній фільм 1981 року режисера Вадима Дербеньова за мотивами однойменного роману Вілкі Коллінза.

## Синопсис
Англія. Молодий художник Волтер вирушає в маєток есквайра Ферлі, де отримав місце вчителя малювання. Дорогою він зустрічає дивну жінку, одягнену в усе біле. Волтер проводжає її на околицю Лондона, де дізнається, що вона втекла з божевільні.
Потрапивши нарешті в маєток містера Ферлі, Волтер працює з гравюрами господаря і дає уроки малювання його племінниці Лорі Ферлі та її зведеній сестрі Меріан Гелком. Між ним і Лорою виникають почуття, яким не судилося розвинутися — Лора заручена з баронетом Персивалем Глайдом. Волтер змушений виїхати з маєтку і врушає в експедицію до Центральної Америки.
Лора одружується з Персивалем, якого зовсім не любить. На кону посаг дружини — 50 тис. фунтів стерлінгів. Глайд і граф Фоско (чоловік тітоньки Лори) вбивають жінку в білому, що втекла з божевільні, яка як дві краплі води схожа на Лору, і ховають її як дружину баронета. Водночас саму Лору поміщують у божевільню. Художник, повернувшись до Англії, викриває злочинців і звільняє дівчину.
Жінка в білому, як з'ясовується по ходу фільму, виявилася сестрою Лори по батькові.

## У ролях
- Гражина Байкштіте (літ.) — Анна Кетерік / Лора Ферлі
- Олександр Абдулов — Волтер Хартрайт
- Аквеліна Лівмане — Меріан Гелком
- Едуард Марцевич — сер Персіваль Глайд, баронет
- Віталій Шаповалов — граф Фоско
- Володимир Зельдін — Фредерік Ферлі, есквайр
- Еугенія Плешкіте — місіс Кетерік, мати Анни
- Ірина Губанова — графиня Фоско, уродж. Ферлі
- Леонід Ярмольник — людина в чорному
- Володимир Басов — слуга містера Ферлі
- Ірина Гошева — місіс Клеменс
- Марія Барабанова — місіс Везі, гувернантка зведених сестер Ферлі
- Юріс Леяскалнс — Донсон
- Арніс Ліцитіс — Бакстер, лісничий
- Дзідра Рітенберга — епізод
- Володимир Литвинов — Гілмор, адвокат, доктор права
- Олександр Трофимов — Піску, сицилійський революціонер
- Микола Дроздов — адвокат
- Ксенія Алфьорова — Лора Ферлі в дитинстві

## Додаткові факти
У фільмі використана фантазія Ре-мінор Вольфганга Моцарта